# Seznam brazilskih pevcev
Seznam brazilskih pevcev.

## A
- Maria Alcina
- Arnaldo Antunes
- Guilherme Arantes

## B
- Adoniran Barbosa
- Loalwa Braz
- Carlinhos Brown
- Chico Buarque (1944-)

## C
- Hebe Camargo
- Jaime Camil
- Vinicius Cantuária
- Roberto Carlos
- Cartola
- Beth Carvalho
- Izy Castelano
- Max Cavalera
- Cazuza

## D
- Djavan

## E
- Cássia Eller

## F
- Clarice Falcão

## G
- Gilberto Gil
- Astrud Gilberto
- João Gilberto
- Luiz Gonzaga
- Nelson Gonçalves

## J
- Antonio Carlos Jobim (1927-1994)
- Jorge Ben Jor (Jorge Duílio Lima Menezes) (1939-)

## L
- Gracinha Leporace
- Gusttavo Lima
- Marina Lima
- Ivan Lins

## M
- Carla Maffioletti
- Tim Maia
- Tania Maria
- André Matos
- Margareth Menezes
- Carmen Miranda
- Carmen Monarcha
- Marisa Monte
- Vinicius de Moraes

## N
- Milton Nascimento

## P
- Zeca Pagodinho

## R
- Elis Regina (1945-1982)
- Renato Russo

## S
- Bidu Sayão (1902-1999)
- Elsa Soares
- Ana Carolina Sousa

## T
- Renato Teixeira
- Toquinho

## V
- Caetano Veloso (1942-)
- Martinho da Vila

## X
- Xuxa (Maria da Graça Xuxa Meneghel)